# Gibraltar Wave FC
Gibraltar Wave FC is een professionele Gibraltarese voetbal- en sportclub voor vrouwen, opgericht in 2021. Het eerste team speelt in de Gibraltar National League. Net als elke club op het schiereiland speelt ook Gibraltar Wave FC in het Victoriastadion. 